# Quella cosa chiamata amore
Quella cosa chiamata amore (The Thing Called Love) è un film del 1993 diretto da Peter Bogdanovich con River Phoenix, Samantha Mathis, Dermot Mulroney e Sandra Bullock.
Questo è stato l'ultimo film completo ad essere interpretato da River Phoenix prima della sua morte.

## Trama
Miranda Presley è un'aspirante cantante di New York che ama la musica country e decide di tentare la fortuna a Nashville, nel Tennessee, dove spera di diventare una star. Dopo un lungo viaggio in autobus, giunge nella "Music City" e approda al Bluebird Café, una vera e propria vetrina per nuovi talenti country ai quali sono aperte delle audizioni settimanali. La proprietaria del bar, Lucy, prende in simpatia Miranda e le offre un lavoro come cameriera.
In poco tempo, Miranda conosce altri giovani giunti a Nashville per cercare di sfondare nel mondo della musica e tra questi ci sono Kyle Davidson, James Wright e Linda Lue Linden con i quali diventa subito amica. Kyle e James si innamorano entrambi di Miranda.